# John Faed

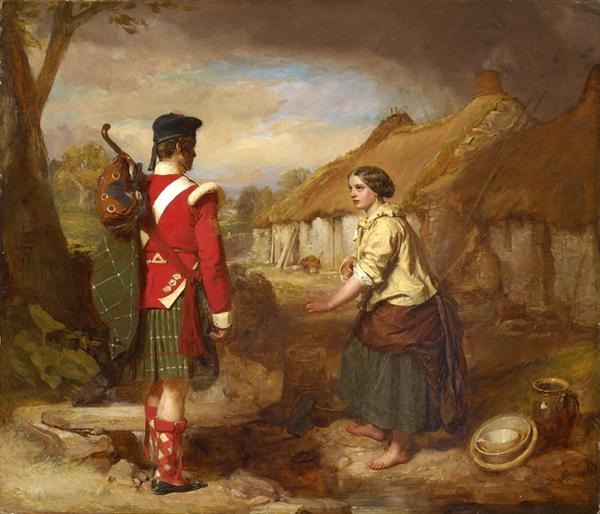
Powrót żołnierza, 1856

John Faed (ur. 31 sierpnia 1819, zm. 22 października 1902) – szkocki malarz, brat Thomasa Faeda.
Uczył się w Akademii w Edynburgu pod kierunkiem Williama Allana, ale większość umiejętności zdobył dzięki swojej pracy. Od dwunastego roku życia pracował jako miniaturzysta, później zajął się malarstwem olejnym. Malował rustykalne sceny rodzajowe inspirowane szkockimi piosenkami, legendami i poezją. Wystawiał w Royal Scottish Academy, a po wyjeździe w 1864 do Londynu również w Royal Academy.
Kolejnym etapem w twórczości Faeda było malarstwo historyczne i religijne, inspirowane Biblią. Chętnie poruszał tematy literackie, malował m.in. sceny ilustrujące sztuki Szekspira będąc pod wyraźnym wpływem prerafaelitów. Faed malował również portrety, spośród których najbardziej znane były George Washingtona i Isaaca Newtona.
Dorobek artysty szacowany jest na blisko 300 obrazów wystawionych za życia autora w brytyjskich galeriach, największe zbiory jego prac posiadają Metropolitan Museum of Art w Nowym Jorku, Cleveland Museum of Art, Wolverhampton Art Gallery, Glasgow Art Gallery & Museum i National Gallery w Edynburgu.

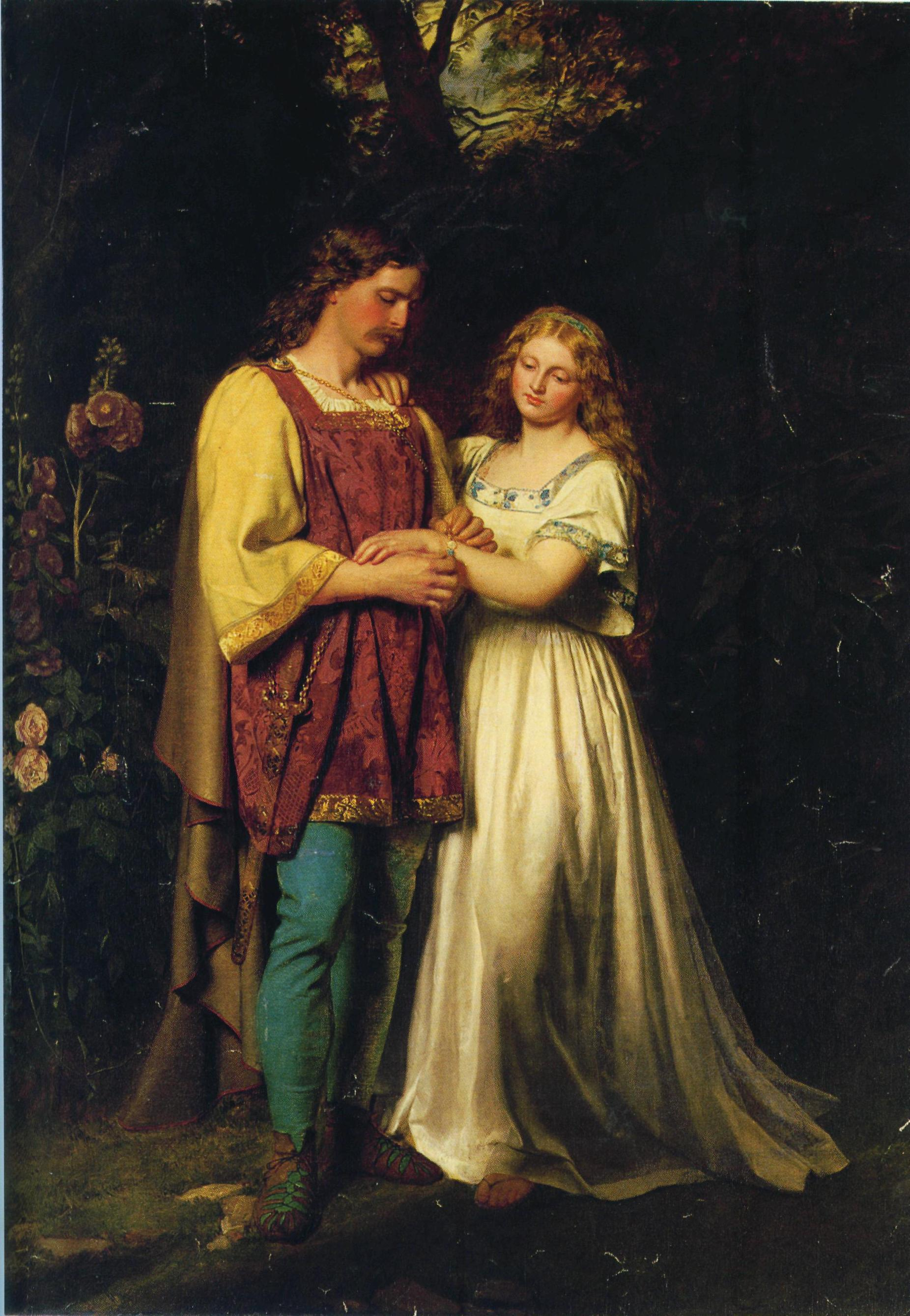
Posthumus i Imogen, scena z Cymbelina Szekspira, ok. 1865